# Grupo Pórtico
El Grupo Pórtico fue el pionero de la pintura abstracta o informalista española. Surge en abril de 1947 con la exposición Pórtico presenta nueve pintores celebrada en el Centro Mercantil de Zaragoza, que acogió obras de Fermín Aguayo, Alberto Duce o Santiago Lagunas entre otros. Al año siguiente se incorporaría al grupo Eloy Giménez Laguardia, que junto con Santiago Lagunas y Fermín Aguayo constituyeron su núcleo hasta 1952, año en que Pórtico se disuelve tras haber expuesto su obra en Santander (Saloncillo de Alerta, febrero de 1949), Bilbao (Galería Stvdio, abril de 1948 y noviembre de 1950) o Madrid (Galería Buchholz, enero de 1947 y junio de 1948; y Galería Palma, enero de 1949). El grupo Pórtico abrió el camino de la pintura vanguardista de posguerra, que sería continuado por Dau al Set (1948), y más tarde por Parpalló (1956), El Paso o Equipo 57 (ambos de 1957). 
Su pintura fue influida por Paul Klee, Joan Miró o Joaquín Torres García, y evolucionó desde un inicial expresionismo neocubista hasta la pura abstracción siguiendo caminos constructivistas, en la que dominan gamas cromáticas terrosas y una pincelada no exenta de lirismo gestual, que reflejaba la difícil situación político-social tras la inmediata Guerra Civil y provocó no pocas incomprensiones por parte de la crítica tradicional de la época, aunque fueran celebrados por intelectuales de la talla de Jean Cassou, Ricardo Gullón, Federico Torralba Soriano, José Castro Arines, Carlos Edmundo de Ory o Mathias Goeritz. Recibieron, asimismo, el apoyo de los miembros de la tertulia del zaragozano café Niké a cuyo frente estaba Miguel Labordeta.

## Historia
Por iniciativa de Santiago Lagunas y organizada por el librero y promotor cultural José Alcrudo, dueño de la librería Pórtico, se exponen en abril de 1947 en el Centro Mercantil de Zaragoza obras de Fermín Aguayo, José Baqué Ximénez, Alberto Duce, Vicente García, Manuel Lagunas, Santiago Lagunas, Vicente López Cuevas, Miguel Pérez Losada y Alberto Pérez Piqueras con el título Pórtico presenta nueve pintores. Se trataba de cuadros figurativos que iban del expresionismo al neocubismo, si bien se rechazaba en todo caso una línea de pintura académica. La exposición fue acompañada de una serie de conferencias: Pascual Martín Triep, Cuadros de una exposición; Dámaso Santos, Lo nuevo como fenómeno y como necesidad en el arte; José Manuel Blecua, Dos ismos en pintura y literatura e Ildefonso Manuel Gil, Historias de una afición a la pintura. El folleto en el que se presentaba la muestra incluía un emblema alusivo a los pórticos del Paseo de la Independencia de Zaragoza, donde se ubicó el kiosko con el que José Alcrudo inició su labor como librero y agitador cultural. Dicho logotipo había sido dibujado por Antonio Mingote en estilo chiriquiano. Mingote dibujará al año siguiente inspirándose en un cuadro de René Magritte la cubierta de la edición del poemario Sumido 25 de Miguel Labordeta, autor que estaba estrechamente relacionado con el grupo. En diciembre de aquel año se presentaron dibujos y acuarelas de Santiago Lagunas y Fermín Aguayo.
En enero de 1948, y gracias a una colaboración de José Alcrudo con la galería Buchholz de Madrid, se presentan en el citado Centro Mercantil zaragozano óleos de cuatro pintores vanguardistas de la escuela madrileña entre los que se encuentra Pablo Palazuelo que fueron presentados por una conferencia de Santiago Lagunas. En febrero de ese mismo año la galería madrileña presenta la exposición Pintores de Aragón, donde se mostraron obras de José Baqué Ximénez, Alberto Duce, Fermín Aguayo y Santiago Lagunas, entre otros. Aguayo y Lagunas, con ocho y nueve obras expuestas respectivamente, formaron el núcleo de la exposición de la galería del Paseo de Recoletos n.º 3. Entre el 1 y el 20 de abril el «Grupo Pórtico», ya con este nombre, expone en la galería Stvdio junto al pasaje Correo de la calle Comandante Velarde de Bilbao. En esta ocasión se incorpora al grupo Eloy Giménez Laguardia que aporta cuatro obras: Bañistas, Jarras, Niña estudiando y Calas, con lo que se va configurando el núcleo reducido de Pórtico (Aguayo, Laguardia y Lagunas) y se fija su nombre estable. La portada del folleto editado con motivo de la cita bilbaína incluía un rostro de Eloy Laguardia a tinta roja. En junio el Grupo Pórtico vuelve a exponer en la Buchholz de Madrid bajo el título 20 obras del del «Grupo Pórtico» de Zaragoza, en la que exponen solo los tres miembros permanentes del grupo: Fermín Aguayo con once obras, Santiago Lagunas con nueve y Eloy Laguardia con ocho óleos. En este año el grupo ha dado el paso definitivo hacia el informalismo, lo que les caracterizará como la primera vanguardia pictórica de la posguerra española en recorrer el camino hacia la abstracción a partir del influjo de Paul Klee y no del surrealismo, que daba origen a la representación del subconsciente, pero no a la pura pintura abstracta.
Nada más comenzar 1949 vuelve a anunciarse una exposición en Madrid, esta vez en la Galería Palma, que por entonces dirigía Tomás Seral y Casas otro histórico animador de las vanguardias de posguerra. Se trata de una exposición de dibujos originales, grabados y reproducciones que confrontan la obra de Lagunas, Aguayo y Laguardia con la de Pablo Palazuelo, Benjamín Palencia, Francisco Nieva o Pablo Picasso, titulada Los nuevos prehistóricos. Dibujos de artistas nuevos. La muestra estaba organizada por Mathias Goeritz y Carlos Edmundo de Ory, quien además escribió el texto del catálogo que se editó en tirada de ciento ochenta ejemplares con reproducciones de las obras pictóricas expuestas. En el texto, el poeta postista definía a estos artistas: «Estos, siempre jóvenes, tejedores de rico lenguaje abstracto...». En febrero se presentan en el Saloncillo de Alerta de Santander, probablemente gracias a las gestiones de Mathias Goeritz, que lideraba por entonces la Escuela de Altamira, con la muestra titulada Grupo Pórtico de Zaragoza, que presentaba doce obras, cuatro de cada uno de los integrantes estables de Pórtico. En el folleto hay un entusiasta texto de presentación de Goeritz, que señala:

Si uno quiere saber lo que significa espíritu nuevo en la pintura española, debe ir a Zaragoza. He visto allí a tres pintores jóvenes —artistas de todo corazón—  llenos de fuerza, de alegría, de entusiasmo. Tienen la pureza de los niños, pero no son inocentes como aquellos, sino conscientes, y saben muy bien lo que hacen. Hay cientos de niños con genialidad, pero poquísimos adultos que hayan logrado conservarla.

En una ciudad, en una casa, casi en un cuarto, hay tres hombres trabajando juntos, viviendo en completa hermandad, como todos debiéramos vivir, por lo menos los artistas.

Creo que la masa del público no les aprecia mucho, pero ¿cuándo ha estimado o comprendido la masa del público a los innovadores, a los que luchan por sus ideales?
Mathias Goeritz, Grupo Pórtico de Zaragoza, Santander, febrero de 1949. Catálogo de la exposición del grupo en el Saloncillo de Alerta

Con motivo de la exposición santanderina, el Grupo Pórtico conecta con los modernos de la capital cántabra, en la que destacan escritores como Manuel Arce, Pablo Beltrán de Heredia, Julio Mauri, Ricardo Gullón o José Hierro.
Al inicio del verano de aquel 1949 la empresa del Cine Dorado de Zaragoza decide su remodelación con intención de abrirlo de nuevo al público en septiembre. Los plazos eran muy cortos, y era necesario un arquitecto dispuesto a trabajar intensivamente. Santiago Lagunas aceptó el proyecto, y con la colaboración de Aguayo y Laguardia comenzó a diseñar los bocetos de la reforma en un estilo mironiano. Se decoraron muros, techo y pavimento, debiendo fabricar una gran cantidad de azulejos para completar los paneles trazados. La obra fue objeto de críticas elogiosas por parte de la crítica extranjera, pero ello no impidió que esta obra fuera destruida.
Desde el 11 de octubre, coincidiendo con las Fiestas del Pilar, tiene lugar la primera exposición con apoyo institucional en la que participan los miembros de Pórtico. En un espacio diferenciado en el marco del Séptimo Salón de Artistas Aragoneses celebrado en La Lonja, se habilita el Primer Salón Aragonés de Pintura Moderna, que está considerada la primera muestra española oficial de pintura no figurativa y recibió durísimas críticas en la prensa local.
En noviembre de 1950 Aguayo, Lagunas y Laguardia vuelven a exponer en la sala Stvdio de Bilbao. Fermín Aguayo cuelga Fecundación, Presagio, Soledad, De la muerte, Juego Blanco, Hacia, Nocturno, Angustia de la muerte, Ídolo, Tortilla fiat, A la orilla del mar y Al otro lado; Santiago Lagunas Los toros, Porrón y peras, Ondárroa, Alegría del mar, Mar Cantábrico, Ángel caído, Palpitación azul, Brasil, Composición en rojos, Espectros, La pasión no ahoga la pureza y La ciudad; y Laguardia Soledad, Recuerdo triste, Diálogo, Niños humildes, Hiver grey y Noche de ángeles. Ese mes es uno de los momentos de mayor auge del grupo, pues además de en Bilbao expondrán en Zaragoza (con el título de Exposición de arte abstracto y renovación de los ataques que habían sufrido de parte de la mayor parte de la prensa aragonesa con motivo del Primer Salón Aragonés de Pintura Moderna) y en la galería Biosca de Madrid, con motivo del concurso de pintura Arte y Hogar.
En 1951 la actividad del grupo disminuye, y solo cabe citar su participación en la Exposición de Artes Plásticas de Artistas Aragoneses, inaugurada por el Ministro de Educación Nacional Ibáñez Martín. Al año siguiente se puede decir que se ha disuelto el grupo, con la marcha de Eloy Laguardia a San Sebastián y de Fermín Aguayo a París, aunque sus obras se expondrán en el Segundo Salón de Artistas Aragoneses Modernos celebrado en octubre de 1952 también en el palacio de la Lonja.